# Oscar Danielsson
Oscar Emanuel Danielsson, född 31 mars 1882 i Hakarps församling, Jönköpings län, död 31 mars 1952 i Södertälje församling, Stockholms län, var en svensk stadsombudsman och riksdagsman (socialdemokrat).
Danielsson var ledamot av riksdagens första kammare från 1935. Han var landstingsledamot från 1923.